# جونینو پائولیستا
جونینو پائولیستا (به پرتغالی: Osvaldo Giroldo Júnior) هافبک اهل برزیل است که در شهر سائوپائولو و در تاریخ ۲۲ فوریهٔ ۱۹۷۳ به دنیا آمده‌است.
جونینو پائولیستا در تیم‌های فوتبال سائوپائولو ،میدلزبورو، اتلتیکو مادرید، واسکو دوگاما و فلامینگو سابقهٔ حضور دارد. این بازیکن همچنین در سال، ۱۹۹۵ – ۲۰۰۳ برای، تیم ملی فوتبال برزیل به میدان رفته‌است